# (7041) Nantucket
(7041) Nantucket ist ein Asteroid des Hauptgürtels, der am 24. September 1960 von dem niederländischen Astronomenehepaar Cornelis Johannes van Houten und Ingrid van Houten-Groeneveld entdeckt wurde. Die Entdeckung geschah im Rahmen des Palomar-Leiden-Surveys, bei dem von Tom Gehrels mit dem 120-cm-Oschin-Schmidt-Teleskop des Palomar-Observatoriums aufgenommene Feldplatten an der Universität Leiden durchmustert wurden.
Der Asteroid wurde nach der vor der Küste des US-Bundesstaates Massachusetts gelegenen Insel Nantucket benannt, die vor allem durch den von der gleichnamigen Hafenstadt im 18. Jahrhundert ausgehenden Walfang bekannt geworden ist.